# Saunderton
Saunderton – wieś w Anglii, w Buckinghamshire, w dystrykcie (unitary authority) Buckinghamshire, w civil parish Bledlow-cum-Saunderton. Leży 12,2 km od miasta Aylesbury, 33,6 km od miasta Buckingham i 57 km od Londynu. W 1931 roku civil parish liczyła 454 mieszkańców. Saunderton jest wspomniana w Domesday Book (1086) jako Santesdo(u)ne.

## Etymologia
Źródło:.

Nazwa miejscowości na przestrzeni wieków:
- XI w. – Santesdone/Santesdune
- XIII w. – Santerdon
- XIV w. – Sauntdresdone